# Еремеево (Башкортостан)
Еремеево (баш. Йәрми) — село в Чишминском районе Республики Башкортостан Российской Федерации. Административный центр Еремеевского сельсовета.

## География
Село расположено в пределах Прибельской увалисто-волнистой равнины, в центральной части района, в месте слияния двух рек Калмашки и Слак.

### Географическое положение
Расстояние до:
- районного центра (Чишмы): 5 км,
- ближайшей ж/д станции (Чишмы): 5 км.

## Флора и фауна
Растительный покров представлен широколиственными смешанными лесами из липы, клёна, дуба, берёзы, осины и искусственно выращиваемой сосной. Почвы выщелоченные, карбонатные и обыкновенные чернозёмы, серые лесные. Имеется памятник природы: комплекс защитных лесных насаждений от села Калмашево до села Еремеево и далее.

## Топоним
Согласно преданиям, название села происходит от предводителя рода Кубоу племени Мин Ярмибия, сына Таки-батыра. Запись на надгробном камне свидетельствует, что его смерть датируется 1107 годом по хиджре (примерно, начало XVIII века).

## История
Предположительно основано в конце XVII века на вотчинных землях башкир Суби-Минской волости Ногайской даруги на основе припуска башкир Куби-Минской волости той же дороги. По другим сведениям, село было основано мишарями на землях, отобранных в счёт государственной казны у тех же башкир Суби-Минской волости по Указам от 11 февраля 1736 года.
При генеральном межевании по определению начальника Оренбургской комиссии И. И. Неплюева и Уфимского вице-губернатора П. Д. Аксакова от 10 июля 1742 года земля башкир-вотчинников деревня Еремеево была узаконена припущенникам (мишарям).
В 1870 году в селе насчитывалось 75 дворов с 364 жителями.
Расширяясь, каждый год: с 1870 года по 1896 год — меньше 1 хозяйства; с 1896 года по 1906 годы — на 1,4 двора; с 1906 года по 1920 годы — на 3 хозяйства ежегодно. Количество дворов: в 1896 году было 95; в 1906 году было 109; в 1920 году было 152 двора.
В 1877 году были зафиксированы мечеть и училище (медресе), а в 1906 году хозяйственный магазин (лавка). Позже, на базе медресе, открыли смешанную школу, где обучаются мальчики и девочки. Наряду с религией, преподавались общеобразовательные предметы.
Население занималось животноводством (скотоводством), земледелием, отхожие промыслом, рыболовством, пчеловодством, ремесленное производством и торговлею. Культура земледелия была весьма низкой. Почвообрабатывающие орудия были самые примитивные: соха, деревянные бороны, цепи и т. д. Сеяли в основном рожь, пшеницу, овес и просу.

## Население
| 1816 | 1835 | 1850 | 1859 | 1877 | 1906 | 1917 |
| ---- | ---- | ---- | ---- | ---- | ---- | ---- |
| 161  | ↗268 | ↗359 | ↗381 | ↘364 | ↗612 | ↗854 |
| 1925 | 1930 | 1969 | 1989 | 1999 | 2002 | 2009 |
| ↗870 | ↘854 | ↘723 | ↘513 | ↗523 | ↘501 | ↗591 |
| 2010 |      |      |      |      |      |      |
| ↘543 |      |      |      |      |      |      |

### Историческая численность населения
Составлена по документам Центрального государственного исторического архива Республики Башкортостана (ЦГИА РБ), и по данным последней переписи населения
|      |              |           |                 |               |  |
| Годы | Число дворов | Население | Мужского пола   | Женского пола |  |
| 1816 | 24           | 161       | 84              | 77            |  |
| 1835 | 40           | 268       | 128             | 140           |  |
| 1850 | 52           | 359       | 184             | 175           |  |
| 1859 | 66           | 381       | 200             | 181           |  |
| 1870 | 75           | -         | -               | -             |  |
| 1877 | 75           | 364       | 188             | 176           |  |
| 1896 | 95           | -         | -               | -             |  |
| 1902 | -            | -         | 179 ревизс. душ | -             |  |
| 1906 | 109          | 612       | 302             | 310           |  |
| 1917 | 152          | 854       | 432             | 422           |  |
| 1925 | 155          | 870       | 436             | 434           |  |
| 1930 | 152          | 854       | 432             | 422           |  |
| 1969 | -            | 723       | -               | -             |  |
| 1989 | -            | 513       | -               | -             |  |
| 1989 | -            | 513       | -               | -             |  |
| 1999 | -            | 523       | -               | -             |  |
| 2002 | 126          | 501       | 228             | 273           |  |
| 2009 | -            | 591       | -               | -             |  |

### Национальный состав
Согласно переписи 2002 года, преобладающая национальность — татары (90 %).

## Религия
В селе есть мечеть «Марат».

## Известные уроженцы
- Исмагилов, Саит Ахметович (1884—1970) — поэт, фольклорист, классик башкирской литературы. Народный сэсэн Башкирской АССР (1944), член Союза писателей СССР (1938).

## Достопримечательности
Недалеко от села находятся мавзолей Тура-хана и мавзолей Хусейн-бека.